# Бодрість (зупинний пункт)
Бо́дрість — залізничний пасажирський зупинний пункт Львівської дирекції залізничних перевезень Львівської залізниці.
Розташований на сході смт Шкло Яворівського району Львівської області на лінії Затока — Яворів між станціями Янтарна (2 км) та Шкло-Старжиська (3 км).
Станом на серпень 2019 року щодня дві пари електропотягів прямують за напрямком Шкло-Старжиська — Львів.